# 马库斯·李·汉森
马库斯·李·汉森（英語：Marcus Lee Hansen，1892年12月8日—1938年5月11日）是一名美国历史学家，威斯康辛州人，代表作品有《大西洋移民：1607-1860》（The Atlantic Migration, 1607–1860: A History of the Continuing Settlement of the United States，1940年出版，获1941年普利策历史奖等。